# Le Désert
Le Désert ist eine ehemalige französische Gemeinde mit zuletzt 82 Einwohnern (Stand: 1. Januar 2013), den Désertois, im Département Calvados in der Region Normandie.
Am 1. Januar 2016 wurde Le Désert im Zuge einer Gebietsreform zusammen mit 13 benachbarten Gemeinden als Ortsteil in die neue Gemeinde Valdallière eingegliedert.

## Geografie
Le Désert liegt rund 8,5 Kilometer nordnordöstlich von Vire-Normandie.

## Bevölkerungsentwicklung
| Jahr                             | 1793 | 1836 | 1876 | 1926 | 1946 | 1968 | 1990 | 2013 |
| Einwohner                        | 130  | 265  | 192  | 134  | 131  | 103  | 70   | 82   |
| Quelle: Cassini, EHESS und INSEE |      |      |      |      |      |      |      |      |

## Sehenswürdigkeiten
- Kirche Notre-Dame aus dem 15. Jahrhundert, teilrestauriert
- Schloss aus dem 18. Jahrhundert